# Joshua Owusu
Joshua Owusu (2 ottobre 1948) è un ex lunghista e triplista ghanese.

## Biografia
Si mise in luce con la sua partecipazione alle Olimpiadi di Monaco di Baviera 1972 giungendo quarto nella gara del salto in lungo: al termine di una gara in crescendo, all'ultimo salto raggiunse la misura di 8,01 m, appena due centimetri inferiore a quella ottenuta al quinto salto dallo statunitense Arnie Robinson, che gli valse la medaglia di bronzo.
Negli anni seguenti Owusu ottenne due successi in prestigiose manifestazioni internazionali: nel 1973 fu medaglia d'oro, sempre nel salto in lungo, ai Giochi panafricani, mentre ai Giochi del Commonwealth del 1974 vinse la gara del salto triplo e giunse terzo nel salto in lungo.

## Palmarès
| Anno | Manifestazione          | Sede         | Evento          | Risultato | Prestazione | Note |
| ---- | ----------------------- | ------------ | --------------- | --------- | ----------- | ---- |
| 1973 | Giochi panafricani      | Lagos        | Salto in lungo  | Oro       | 8,00 m      |      |
| 1974 | Giochi del Commonwealth | Christchurch | Salto in lungo  | Bronzo    | 7,75 m      |      |
| 1974 | Giochi del Commonwealth | Christchurch | Salto in triplo | Oro       | 16,50 m     |      |